# 博別爾卡河

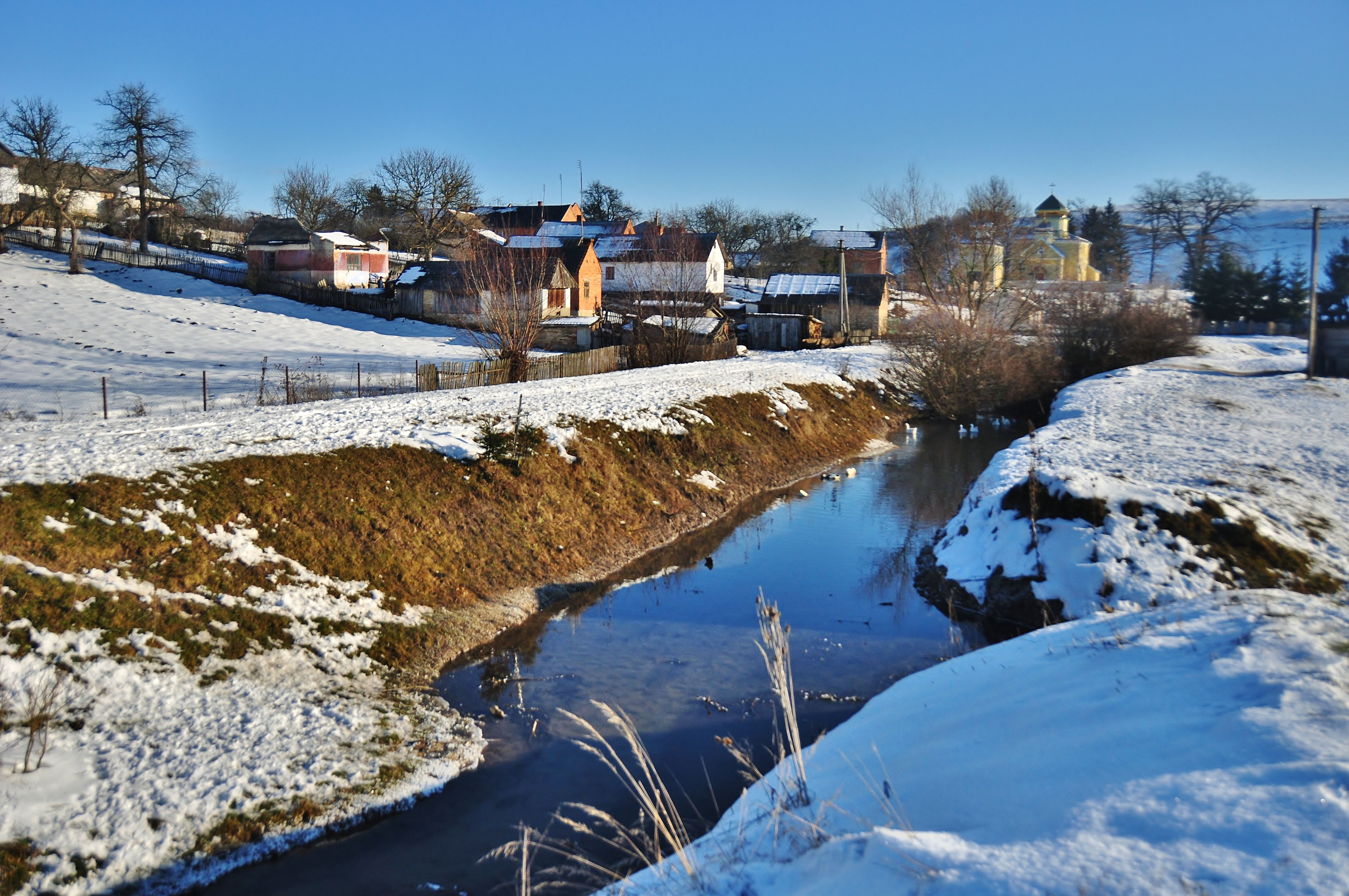

博別爾卡河（烏克蘭語：Боберка），是烏克蘭的河流，位於該國西部利沃夫州，屬於盧赫河的支流，發源自格里尼夫和沃洛韋之間，河口處在霍多羅夫以北，河道全長32公里。